# كونستانتين غالتشا
كونستانتين غالتشا (بالرومانية: Constantin Gâlcă) (مواليد 8 مارس 1972) هو لاعب كرة قدم. يلعب مع منتخب رومانيا لكرة القدم. سبق له أن لعب في كأس العالم لكرة القدم مع منتخب بلاده.

## مسيرته الكروية
لعب كونستانتين غالتشا خلال مسيرته الاحترافية مع 7 أندية في ثمانية عشر موسمًا وسجل خلالها 59 هدفًا ضمن 500 مباراة. حيث فاز في ثلاثة مواسم بالكأس وفي أربعة مواسم بالدوري.
خاض كونستانتين غالتشا مسيرته مع أرغيس بيتيشت ‏ في موسم 1989–90 ولمدة موسمين، مشاركًا في 35 مباراة سجل خلالها هدفين. ثم انتقل إلى نادي ستيوا بوخارست في موسم 1991–92 ليلعب معه خمسة مواسم، حيث شارك في 148 مباراة سجل خلالها 24 هدفًا. لينتقل بعدها إلى نادي ريال مايوركا في موسم 1996–97 لمدة موسم واحد، مشاركًا في 34 مباراة سجل خلالها 13 هدفًا. ثم انتقل إلى نادي إسبانيول في موسم 1997–98 ليلعب معه أربعة مواسم، مشاركًا في 123 مباراة سجل خلالها 15 هدفًا. هذا وانتقل لاحقًا إلى نادي فياريال في موسم 2001–02 ولمدة موسمين، مشاركًا في 38 مباراة سجل خلالها هدفًا واحدًا. ثم انتقل بعدها إلى نادي ريال سرقسطة في موسم 2002–03 لمدة موسم واحد، مشاركًا في 24 مباراة ولم يسجل أي هدف. ليعود وينتقل من جديد، لكن هذه المرة إلى نادي ألميريا في موسم 2003–04 واستمر معه طيلة ثلاثة مواسم، مشاركًا في 98 مباراة سجل خلالها 4 أهداف.

## روابط خارجية
- كونستانتين غالتشا على موقع الاتحاد الدولي (مؤرشف)  (الإنجليزية)
- كونستانتين غالتشا على موقع قاعدة بيانات كرة القدم.إي يو (الإنجليزية)
- كونستانتين غالتشا على موقع ناشيونال فوتبول تيمز (الإنجليزية)
- كونستانتين غالتشا على موقع عالم كرة القدم.نت (الإنجليزية)